# Earl Hanley Beshlin

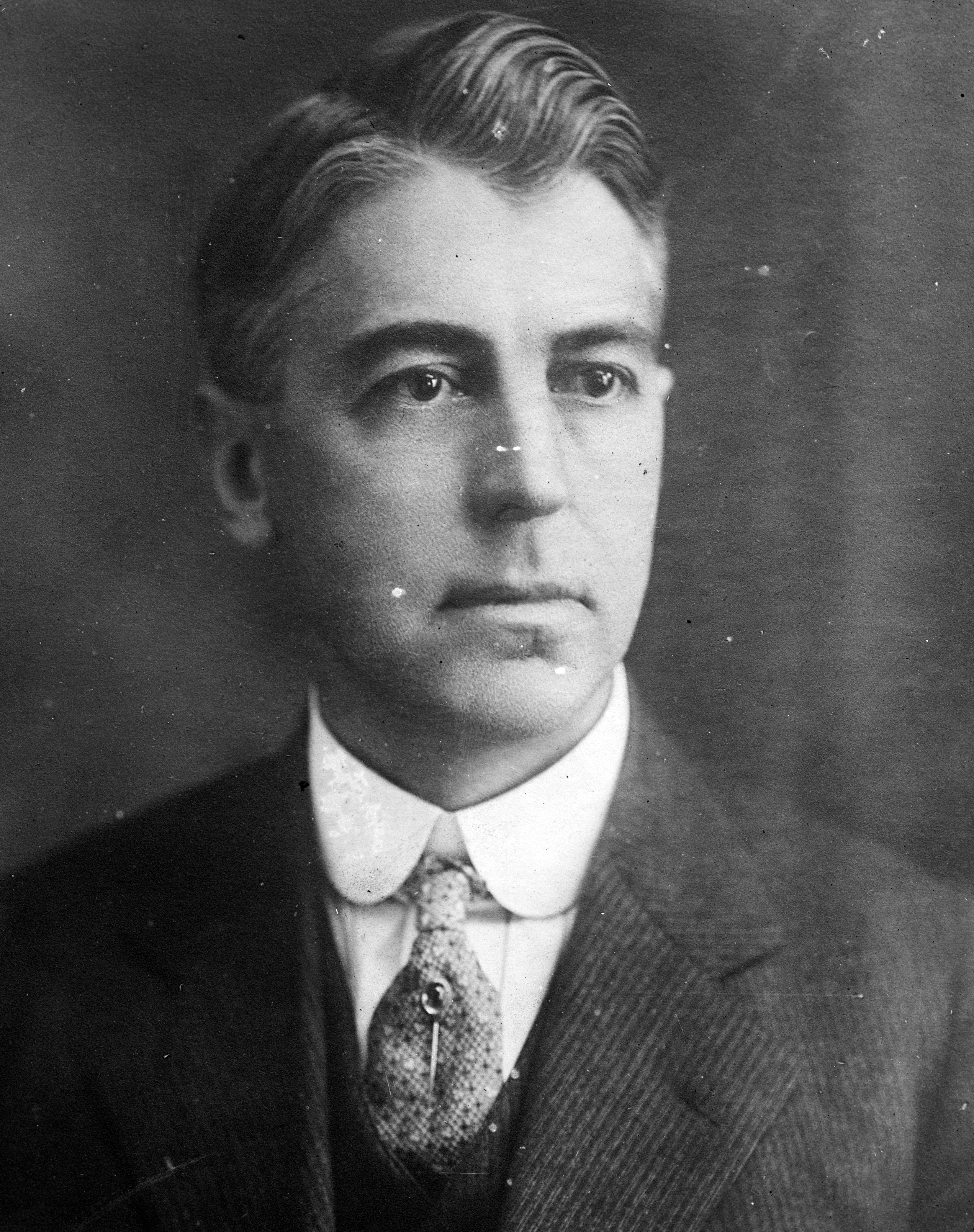
Earl Hanley Beshlin

Earl Hanley Beshlin (* 28. April 1870 in Conewango, Warren County, Pennsylvania; † 12. Juli 1971 in Warren, Pennsylvania) war ein US-amerikanischer Politiker. Zwischen 1917 und 1919 vertrat er den Bundesstaat Pennsylvania im US-Repräsentantenhaus.

## Werdegang
Earl Beshlin besuchte die Warren High School. Nach einem anschließenden Jurastudium und seiner Zulassung als Rechtsanwalt begann er in diesem Beruf zu arbeiten. Gleichzeitig schlug er als Mitglied der Demokratischen Partei eine politische Laufbahn ein. Zwischen 1906 und 1906 war er gewählter Bezirksrat (Elected Burgess) im Warren County; von 1914 bis 1918 amtierte er dort als Staatsanwalt. Beshlin war auch ein Befürworter der Prohibition.
Nach dem Rücktritt des republikanischen Abgeordneten Orrin Dubbs Bleakley wurde er als gemeinsamer Kandidat der Demokraten und der Prohibition Party bei der fälligen Nachwahl für den 28. Sitz von Pennsylvania als dessen Nachfolger in das US-Repräsentantenhaus in Washington, D.C. gewählt, wo er am 6. November 1917 sein neues Mandat antrat. Da er im Jahr 1918 nicht bestätigt wurde, konnte er bis zum 3. März 1919 nur die laufende Legislaturperiode im Kongress beenden. Während dieser Zeit endete der Erste Weltkrieg.
Zwischen 1919 und 1935 war Earl Beshlin Mitglied und später Vorsitzender des Bildungsausschusses im Warren County. Danach arbeitete er in der Krankenhausverwaltung. Er starb am 12. Juli 1971 im Alter von 101 Jahren in Warren.